# رایلی مک‌گری
رایلی مک‌گری (انگلیسی: Riley McGree؛ زادهٔ ۲ نوامبر ۱۹۹۸) بازیکن فوتبال اهل استرالیا است.
از باشگاه‌هایی که در آن بازی کرده‌است می‌توان به باشگاه فوتبال کلوب بروژ و باشگاه فوتبال آدلاید یونایتد اشاره کرد.
وی همچنین در تیم‌های ملی فوتبال زیر ۲۳ سال استرالیا، و استرالیا بازی کرده‌است.